# ضمجة علقية
الضَّمْجَةُ العَلَقِيَّةُ (الاسم العلمي: Oeciacus hirundinis) هي نوع حشرات من جنس الضَّمْجَةِ وفصيلة البَقِّيَّاتِ.